# 강현배
강현배(1960년~)는 대한민국의 수학자이다. 60년간 미해결 문제였던 "포여-세괴 예측"과 "에셸비 예측"을 증명한 것으로 유명하다.

## 경력 및 연구
서울대학교 자연과학대학 수리과학부에서 학사 및 석사 학위를 취득한 후, 미국 위스콘신 대학교 매디슨에서 박사 학위를 취득하였다.
미국 미네소타 대학교 등에서 연구 교수로 재직하다가, 국내로 복귀해서 숭실대학교, 고려대학교 등에서 수학을 가르쳤다.
1997년부터 서울대학교에 부임해서 2009년까지 자연과학대학 수리과학부 교수를 지냈으며, 이후에는 인하대학교 수학통계학부 수학과 정석 석좌교수로 부임해서 현재까지 활동 중이다.
주요 업적으로는 미국 유타 대학교의 그램 밀턴 교수와 함께 수학계에서 60년간 풀리지 않는 미해결 문제였던 "포여-세괴 예측"과 "에셸비 예측"을 최초로 증명한 것이 대표적이다.
이 공로로 2010년 한국과학상을 수상하였다.

## 같이 보기
- 편미분방정식
- 인하대학교